# Димчоу
Димчо Харалампиев е български рап изпълнител и продуцент, по-известен с псевдонимите Димчоу, Димчо, Dim4ou, Дим, DIM.

## Детство и първи опити в музиката
Роден е на 13 февруари 1986 г. във Варна. Димчо започва да се занимава с музика от 14 – 15-годишен. В началото пише рими на листи и ги събира в кутии от обувки. Първите си аматьорски записи прави на 16 с помощта на приятел.

## Комерсиален успех
След като Явката ДЛГ го запознава с Тутурутка и Иван Бояджиев, влиза в професионално студио и издава първия си албум „Уши, нос, гърло“, който през 2017 година получава наградата на 359 Hip Hop Awards за най-добър албум. Заснема първия си видеоклип „По цял ден“. След успеха на албума се свързва с Били Хлапето и двамата правят хита „Баш майсторска“. Следва съвместна песен с бургаския рапър F.O. – Big Meech. През 2018 година получава наградата на 359 Hip Hop Awards за рапър на годината.

## Личен живот
През 2018 г. минава под венчило. През 2020 г. на двойката се ражда първото им дете.